# اسنودلند
اسنودلند (به انگلیسی: Snodland) یک شهرک در بریتانیا است که در انگلستان واقع شده‌است.

## نگارخانه

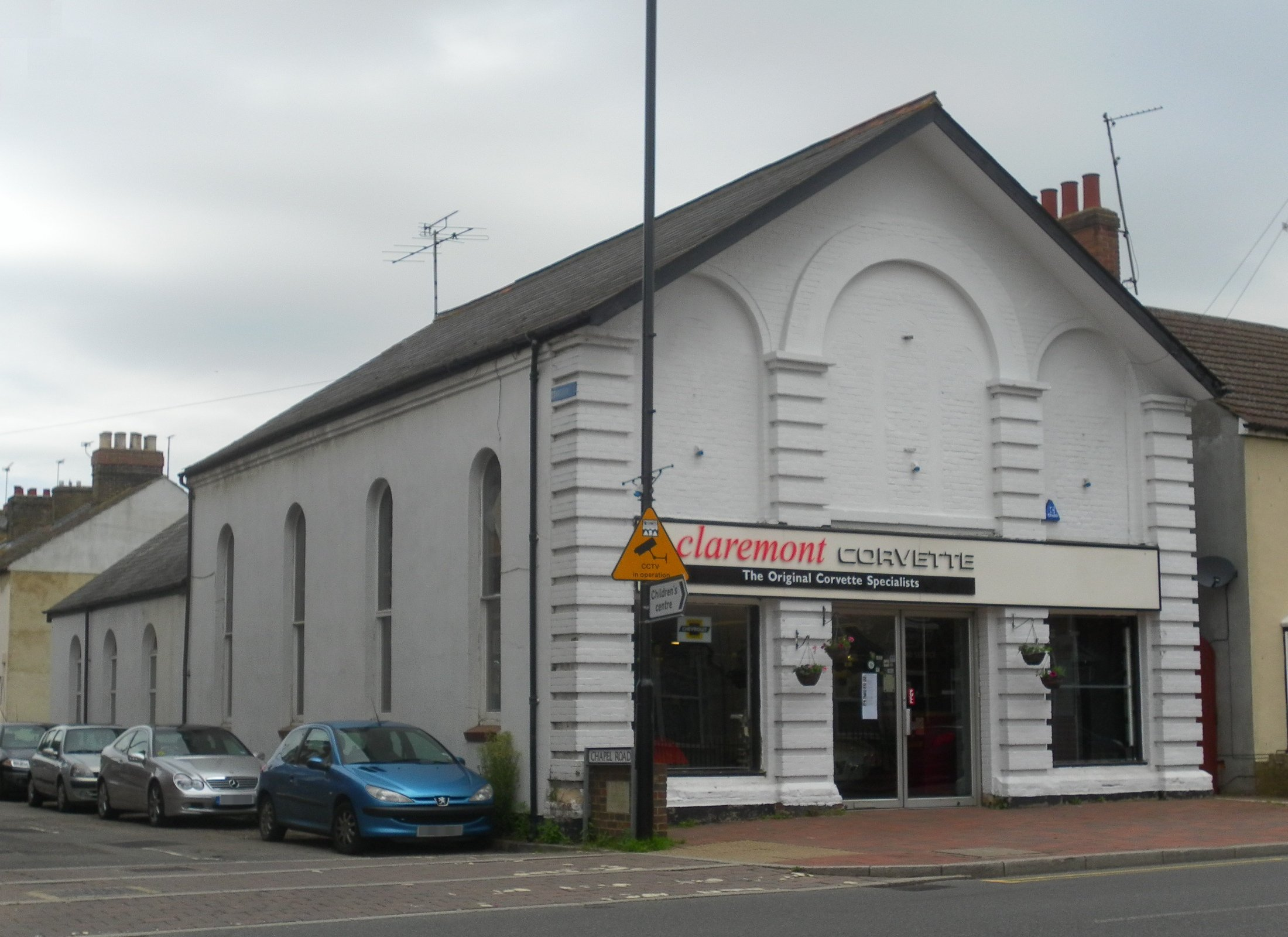
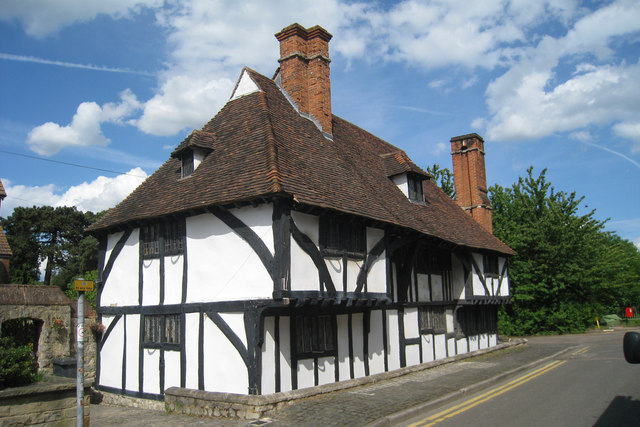
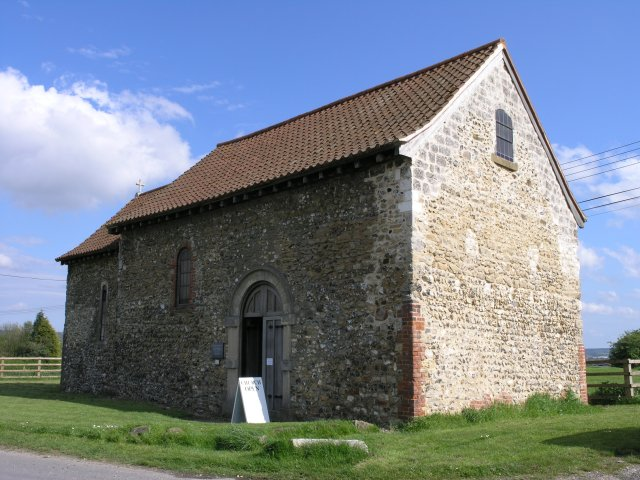

## خصوصیات
اسنودلند ۱۲٬۰۰۰ نفر جمعیت دارد.